# Кишапоштагская культура
Культура Кишапоштаг — археологическая культура раннего европейского бронзового века. Название происходит от поселения Кишапоштаг (медье Фейер).

## Происхождение
Культура Кишапоштаг возникла в результате смешения населения и традиций вучедольской культуры с культурой колоколовидных кубков, причём влияние последней было значительным.

## Хронология и область распространения
Культура возникла на стадии A1 бронзового века, согласно хронологии Пауля Райнеке, и под конец той же стадии стала исчезать. Согласно радиоуглеродной хронологии датируется около 2200—1950 гг. до н. э. Развитие данной культуры подразделяется на две фазы. Центр культуры локализуется между коленом Дуная и озером Балатон, однако отдельные поселения встречаются и за Дунаем на востоке, в междуречье Дуная и Тисы.

## Хозяйство
В культуре Кишапоштаг доминировало скотоводство, что было связано с мобильностью групп данной культуры.

## Палеогенетика
Полученные результаты указывают на наличие высокой доли степной родословной в винковацкой культуре, которая была заменена группой Кишапоштаг, имевшей исключительно высокое (до ~ 47 %) мезолитическое происхождение охотников-собирателей, несмотря на то, что этот компонент имеет значение для значительного разбавления во времени к эпохе ранней бронзы. Популяция Кишапоштаг также была генетической значимостью сообщества инкрустированной керамики. Предки охотников-собирателей в популяции Кишапоштаг, вероятно, естественны из двух основных источников: один из населения, связанного с культурами воронкообразных или шаровидных амфор, а другой — из ранее неизвестного источника в Восточной Европе. Эти предки не только проявлялись в различных очагах в Центральной Европе бронзового века, но также внесли свой вклад в балтийское население. Социальная структура культур Кишапоштаг и инкрустированной керамики патрилокальна, как и у большинства современных групп. У представителей кишапоштагской культуры из могильника Балатонкерестур-Рети-дюлё определили Y-хромосомную гаплогруппу I2a-L1229. У одного ребёнка кишапоштагской культуры обнаружили анеуплоидию — лишнюю половую хромосому (кариотип XYY). Такое состояние, известное как синдром Джейкобса, довольно часто встречается в современных популяциях. В геноме одного из мужчин этой же культуры исследователи нашли мутацию, связанную с наследственной оптической нейропатией Лебера. Среди других выявленных патологических состояний ученые отметили синдром LIG4, наследственную спастическую параплегию, а также предрасположенность к аутизму. Генотипы представителей кишапоштагской культуры и их потомков — носителей задунайской культуры инкрустированной керамики на графике, построенном с помощью метода главных компонент (PCA), оказались смещены в сторону охотников-собирателей. По всей видимости, около XXIII—XXII веков до н. э. на территорию современной Венгрии прибыла новая группа населения, в генофонде которой был очень большой вклад восточноевропейских охотников-собирателей (примерно 39 ± 3 %). При этом эта компонента, видимо, происходит от популяции, которая пока не описана палеогенетиками. Вероятно, она близка к населению, жившему на территории современной Украины в раннем бронзовом веке, которое смешалось с представителями культур воронковидных кубков или шаровидных амфор.

## Погребальный обряд
Люди данной культуры кремировали своих покойников, как правило, помещая пепел в ящики, и только изредка непосредственно в ямы.

## Инвентарь
Для кишапоштагской керамики характерны кубки луковицеобразной формы с выступающей шейкой и ручкой-ушком, выступающим над краем сосуда, или аналогичные двуухие сосуды. В инвентаре указанной культуры заметны характеристики культуры колоколовидных кубков, что свидетельствует о сильном влиянии, которое данная культура (или надкультурная традиция) оказала на кишапоштагскую культуру.

## Исчезновение и влияние на возникновение других культур
Культура Кишапоштаг исчезает под конец стадии A1 — в начале стадии A2 бронзового века. На её базе формируется паннонская культура инкрустированной керамики, а вместе с надьревской культурой также является основой культуры Ватя.